# Koekjessnijder
De koekjessnijder (Isistius brasiliensis) is een vis uit de familie van de valse doornhaaien (Dalatiidae) en behoort derhalve tot de orde van doornhaaiachtigen (Squaliformes).

## Beschrijving
De vis kan een lengte bereiken van 42 centimeter. De opmerkelijke naam komt van de bijzondere bek, waarmee de haai stukken vlees van zijn prooidier schaaft. De tanden van de onderkaak zijn hiertoe veel langer dan die in de bovenkaak. De haai heeft lippen, waardoor deze onderdruk kan creëren en zichzelf aan de prooi kan vastzuigen. Een andere bijzonderheid is dat de haai lichtgevende delen op de buik heeft, waarschijnlijk om prooidieren mee te lokken. Prooidieren zijn onder andere andere haaien, orka's en vissen. Voor zover bekend is er geen persoon door een koekjessnijder aangevallen.

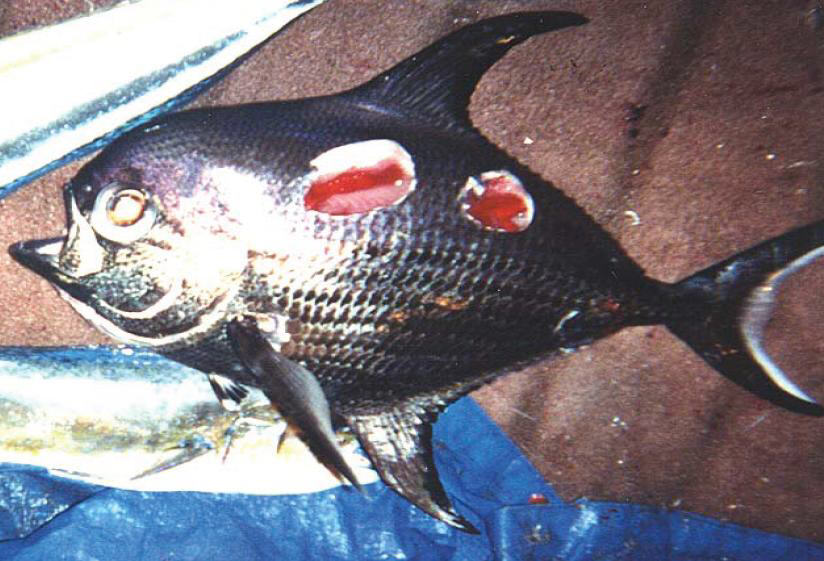
voorbeeld van ronde beten van de koekjessnijder in een prooi

## Leefomgeving
De koekjessnijder is een zoutwatervis. De vis prefereert diep water en komt voor in de Grote, Atlantische en Indische Oceaan op dieptes tussen 0 en 3500 meter.

## Relatie tot de mens
De koekjessnijder is voor de visserij van beperkt commercieel belang. In de hengelsport wordt er weinig op de vis gejaagd.